# Indomita Modena
Indomita Modena – żeński klub siatkarski z Włoch. Został założony w 1950 w mieście Modena. Działalność klubu została zakończona w 1975.

## Sukcesy
- Mistrzostwo Włoch:
  -  1954, 1955